# Virazeil
 Virazeil  es una población y comuna francesa, en la región de Aquitania, departamento de Lot y Garona, en el distrito de Marmande y cantón de Marmande-Est.

## Demografía
| 929 | 966 | 1146 | 1433 | 1631 | 1587 |
| Para los censos de 1962 a 1999 la población legal corresponde a la población sin duplicidades (Fuente: INSEE [Consultar]) |     |      |      |      |      |